# Brembo
Der Brembo ist ein linker Nebenfluss der Adda in der Lombardei. Er hat eine Länge von 74 km und ein Einzugsgebiet von 935 km². Er führt im Schnitt etwa 30 m³/s an Wasser.

## Geografie
Der Brembo entspringt zwei Zuflüssen am Pizzo del Diavolo und Pizzo dei Tre Signori, die sich in der Gemeinde Lenna vereinigen. Er mündet in der Nähe von Vaprio d’Adda in die Adda.

## Geschichte
Der Fluss hat schon häufiger Überschwemmungen mit größeren Schäden verursacht, zuletzt 1987.

## Sport
Der mittlere Abschnitt des Flusses ist auch für Wildwasserkanuten nutzbar. Der Schwierigkeitsgrad geht dabei von WW I bis WW II+.